# Mroczna Wieża: Wiatr przez dziurkę od klucza
Mroczna Wieża VIII: Wiatr przez dziurkę od klucza (ang. The Wind Through the Keyhole) – ósmy i ostatni w kolejności wydawania tom cyklu powieści Mroczna Wieża autorstwa Stephena Kinga, opublikowany przez wydawnictwo Donald M. Grant w 2012 roku.
Powieść została wydana jako ostatnia w cyklu, lecz w chronologii serii znajduje się między czwartym a piątym tomem.

## Fabuła
Roland i jego ka-tet zatrzymują się, by schronić się przed wichurą, zwaną Lododmuchem. Roland opowiada przyjaciołom o misji jaką zlecił mu ojciec, po tragicznej śmierci matki młodego rewolwerowca.